# Huáscar (Schiff, 1992)
Die Huáscar war ein 1992 gebauter, ursprünglich französischer Produktentanker, der nach der Jahrtausendwende längere Zeit peruanische Eigentümer hatte und zuletzt unter der Flagge Palaus fuhr.

## Bau und technische Daten
Das Schiff wurde im Jahre 1992 auf der Werft von Shin Kurushima in Imabari (Japan) gebaut und unter dem Namen Captain Ann von der im pazifischen Raum tätigen Wallem Group in Dienst gestellt und auf Wallis und Futuna registriert.
Ein Dieselmotor erlaubt über einen Propeller eine Geschwindigkeit von 14 Knoten.

## Schicksal
Die Internationale Seeschifffahrts-Organisation (IMO) berichtete im April 2000 von einem erfolglosen Piratenangriff auf das Schiff. Am 22. März 2000 näherten sich nachts fünf bewaffnete Piraten dem Heck des bei Daressalam vor Anker liegenden Schiffs in einem Schlauchboot, flohen aber, als sie mit dem Suchscheinwerfer angestrahlt wurden.
Das Schiff wurde am 1. August 2003 an die Petrolera Transoceánica in Lima (Peru) verkauft, in Huascarán umbenannt und in Panama registriert. Am 1. November 2010 wurde die Registrierung nach Peru gelegt, Heimathafen des bald darauf unter dem hier sehr traditionsreichen Namen Huáscar fahrenden Tankers wurde Callao in Peru. Spätestens 2018 und mindestens bis ins Frühjahr 2019 hieß das Schiff Sea Wave II, gehörte nun der griechischen Reederei Trinity Ships in Athen und war wieder in Panama registriert. Auf der Abwrackfahrt war es zuletzt unter dem Namen Wave 2 in Palau registriert.